# St. Ingberter Literaturforum

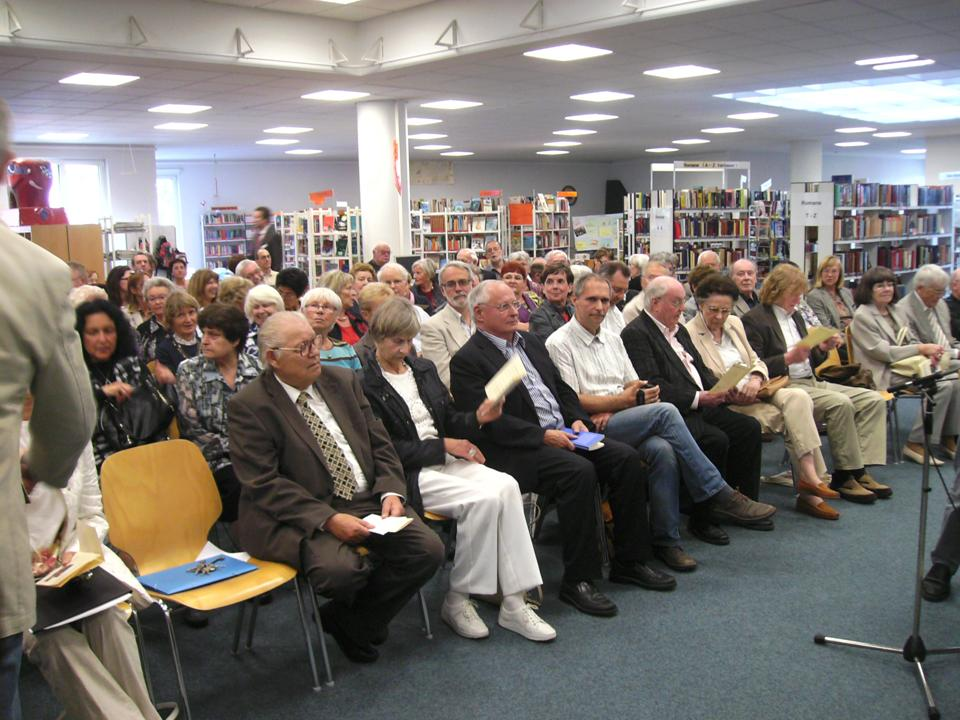
30-Jahr-Feier des ILF in der Stadtbücherei St. Ingbert (Juni 2011). In der ersten Reihe von links: Johannes Kühn (1), Oskar Lafontaine (3), Benedikt Maria Trappen (4), Ludwig Harig (5), Alfred Gulden (7), Elisabeth und Reiner Kunze (8,9)

Das St. Ingberter Literaturforum (ILF) ist ein Zusammenschluss von  Bürgern, die Interesse an der Literatur aufweisen. Das Forum hat es sich zur Aufgabe gemacht, grundsätzlich Literatur zu vermitteln und schwerpunktmäßig die Literatur von Autoren aus der Großregion Saar-Lor-Lux zu fördern. Diese Ziele werden angestrebt durch Autorenlesungen, literarische Symposien und sonstige Projekte, die Leseförderung zum Inhalt haben.
Gegründet wurde das St. Ingberter Literaturforum im Herbst 1981. Initiator und treibende Kraft war der St. Ingberter Rundfunkjournalist, Literaturkritiker und Autor Fred Oberhauser, der mit Gleichgesinnten das ILF auf der Taufe hob. Auf einen offiziellen Vereinsstatus wurde seinerzeit bewusst verzichtet, die Form eines losen Zusammenschlusses literarisch Interessierter sollte nicht gewollte bürokratische Entwicklungen vermeiden helfen. Bei der ersten Veranstaltung sollte der Autor Peter Härtling lesen, sagte aber kurzfristig ab, da er es vorzog, zum gleichen Zeitpunkt in Frankfurt/M. gegen den Bau der Startbahn West zu demonstrieren. Der seinerzeit bereits renommierte saarländische Autor Ludwig Harig sprang ein, führte die Veranstaltung vor über 300 Besuchern zum Erfolg und verhalf damit dem Projekt zu einem gelungenen Start.
In der Folgezeit veranstaltete das ILF jährlich etwa sechs bis acht Autorenlesungen, an denen Größen wie Günter Grass, der Lyriker Johannes Kühn oder Martin Walser wie auch regionale Schriftsteller teilnahmen. Organisiert wurde und wird der Betrieb des ILF durch die Stadtbücherei St. Ingbert. Die Nachfolge Fred Oberhausers als Sprecher des ILF trat die Autorin Sibylle Knauss an, die einige Jahre später den Stab an den St. Ingberter Germanisten und Literaturwissenschaftler Gerhard Sauder übergab.
Im Juni 2011 wurde das 30-jährige Bestehen des St. Ingberter Literaturforums mit einer Veranstaltung, die als Hommage an Ludwig Harig angelegt war, gefeiert. Persönlichkeiten wie Oskar Lafontaine, Reiner Kunze, Siegmund Nimsgern, Johannes Kühn und Alfred Gulden lasen aus eigenen Werken und trugen Texte Harigs vor.